# Camerún en los Juegos Olímpicos de Río de Janeiro 2016
Camerún estuvo representado en los Juegos Olímpicos de Río de Janeiro 2016 por un total de 24 deportistas que compitieron en 6 deportes. Responsable del equipo olímpico es el Comité Nacional Olímpico y Deportivo de Camerún, así como las federaciones deportivas nacionales de cada deporte con participación.
El portador de la bandera en la ceremonia de apertura fue el boxeador Wilfried Ntsengue. El equipo olímpico de Camerún no obtuvo ninguna medalla en estos Juegos.